# Nazionale maschile under 18 di hockey su ghiaccio della Svizzera
La nazionale di hockey su ghiaccio maschile della Svizzera Under-18 è la selezione Under-18 di hockey su ghiaccio della Svizzera. La selezione è posta sotto l'egida della Lega svizzera di hockey su ghiaccio, membro della International Ice Hockey Federation.

## Competizioni internazionali
- 1999. 4º posto
- 2000. 4º posto
- 2001. 2º posto Medaglia d'argento
- 2002. 7º posto
- 2003. 9º posto
- 2004. 1º posto in Prima Divisione Gruppo A
- 2005. 9º posto
- 2006. 1º posto in Prima Divisione Gruppo A
- 2007. 6º posto
- 2008. 8º posto
- 2009. 8º posto
- 2010. 5º posto
- 2011. 7º posto
- 2012. 7º posto
- 2013. 6º posto
- 2014. 7º posto

## Rosa attuale
Lista dei 22 giocatori convocati per il Campionato mondiale di hockey su ghiaccio Under-18 2012 disputato fra il 12 ed il 22 aprile 2012.
| N. | Pos. | Nome                  | Anno | Alt. | Peso | Tiro | Squadra       |
| -- | ---- | --------------------- | ---- | ---- | ---- | ---- | ------------- |
| 1  | P    | Niklas Schlegel       | 1994 | 178  | 66   | L    | GCK Lions     |
| 4  | D    | Timon Zuber           | 1994 | 186  | 70   | R    | Kloten Flyers |
| 5  | D    | Alessandro Lanzarotti | 1994 | 178  | 74   | L    | Zugo          |
| 7  | D    | Anthony Rouiller      | 1994 | 174  | 73   | R    | Bienne        |
| 8  | A    | Lukas Balmelli - A    | 1994 | 185  | 85   | R    | Lugano        |
| 9  | A    | Sämi Kreis - C        | 1994 | 181  | 79   | L    | Berna         |
| 10 | A    | Flavio Schmutz        | 1994 | 185  | 82   | L    | Västerås      |
| 11 | A    | Thomas Studer         | 1994 | 186  | 81   | L    | Kloten Flyers |
| 12 | A    | Nicola Brandi         | 1994 | 170  | 73   | R    | ZSC Lions     |
| 13 | A    | Julian Schmutz        | 1993 | 174  | 78   | R    | Berna         |
| 14 | D    | Phil Baltisberger     | 1995 | 185  | 92   | L    | GCK Lions     |
| 16 | A    | Sandro Zangger        | 1994 | 182  | 80   | R    | GCK Lions     |
| 17 | A    | Lukas Sieber          | 1994 | 183  | 80   | L    | Davos         |
| 18 | A    | Dario Kummer          | 1994 | 172  | 66   | R    | Berna         |
| 19 | A    | Ramon Diem            | 1994 | 170  | 64   | L    | GCK Lions     |
| 20 | D    | Riccardo Sartori      | 1994 | 178  | 80   | L    | Ambrì-Piotta  |
| 21 | A    | Marco Müller          | 1994 | 173  | 81   | L    | Berna         |
| 23 | A    | Nico Dünner - A       | 1994 | 180  | 80   | L    | Zugo          |
| 24 | A    | Dario Simion          | 1994 | 186  | 85   | R    | Lugano        |
| 26 | A    | Fabrice Herzog        | 1994 | 187  | 80   | L    | Zugo          |
| 27 | D    | Xeno Büsser           | 1995 | 175  | 66   | L    | ZSC Lions     |
| 30 | P    | Melvin Nyffeler       | 1994 | 173  | 71   | L    | GCK Lions     |

LEGENDA:

P = Portiere, D = Difensore, C = Centro, L = sinistra, R = destra